# Nicola Zingarelli
Nicola Zingarelli [niˈkɔːla dziŋɡaˈrɛlli] (* 28. August 1860 in Cerignola; † 6. Juni 1935 in Mailand) war ein italienischer Philologe, Lexikograf und Romanist.

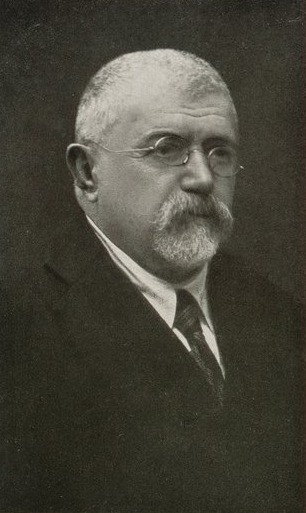
Nicola Zingarelli

## Leben und Werk
Zingarelli studierte an der Universität Neapel (Laurea in lettere 1882), in Breslau und Berlin und war bis 1906 Gymnasiallehrer in Palermo, Campobasso, Ferrara und Neapel. Von 1906 bis 1916 war er Professor für Romanische Literaturgeschichte an der Universität Palermo, von 1916 bis 1932 für Romanische Philologie an der Universität Mailand, und ab 1932 für Italienische Literatur ebenda. Zingarelli wirkte an der Enciclopedia Italiana Treccani mit und gab die Rassegna critica della letteratura italiana heraus. Neben einem umfassenden Werk über Dante veröffentlichte er Studien über den Cid, provenzalische trobadors, sowie den Orlando furioso. Er war Mitglied der Accademia della Crusca (seit 1923) und der Accademia dell’Arcadia (ab 1925 Accademia letteraria italiana).
Zingarelli ist vor allem bekannt für sein Vocabolario della Lingua Italiana (Lo Zingarelli), das er 1912 begann, ab 1917 in Faszikeln und 1922 in einem Band publizierte (Mailand, 1724 Seiten), mit weiteren von ihm betreuten Auflagen 1924, 1928 und 1935, und das seit 1941 beim Verlag Zanichelli erscheint. Seit 1993 wird es jährlich aktualisiert (z. B. 2010 als Lo Zingarelli 2011, Bologna 2010, 2720 Seiten).

## Schriften (Auswahl)
- La vita, i tempi e le opere di Dante, 2 Bände (Storia letteraria d'Italia)
- Dante e Roma. Roma 1895
- Documentum liberalitatis : studio sulla lode della liberalita nel Medio Evo. Neapel 1903
- Per la genesi del poema del Cid : alcuni raffronti con la Cronica general. In: Rendiconti del Reale istituto lombardo di scienze e lettere, vol. 58 (1925), fasc. 16-20
- Intorno a due trovatori in Italia. Florenz 1899
- Ricerche sulla vita e le rime di Bernart de Ventadorn . In: Studi medievali, vol. 1 (1905), S. 594